# Necatia magnidens
Genre
Synonymes
- Davidia Schenkel, 1963 nec Hicks, 1873
- Davidina Brignoli, 1985 nec Oberthür, 1879

Espèce
Synonymes
- Davidia magnidens Schenkel, 1963
- Davidina magnidens (Schenkel, 1963)

Necatia magnidens, unique représentant du genre Necatia, est une espèce d'araignées aranéomorphes de la famille des Salticidae.

## Distribution
Cette espèce est endémique du Zhejiang en Chine,.

## Publications originales
- Schenkel, 1963 : Ostasiatische Spinnen aus dem Muséum d'Histoire naturelle de Paris. Mémoires du Muséum national d'Histoire naturelle, Paris (A, Zoologie), vol. 25, p. 1-481.
- Özdikmen, 2007 : Nomenclatural changes for seven preoccupied spider genera (Arachnida: Araneae). Munis entomology & zoology, vol. 2, p. 137-142 (texte intégral).
- Brignoli, 1985 : On some generic homonymies in spiders (Araneae). Bulletin of the British Arachnological Society, vol. 6, p. 380.